# Johann Gottlob Trampeli
Johann Gottlob Trampel, ab 1759 Trampeli (* 22. November 1742 in Adorf/Vogtl.; † 18. März 1812 ebenda), war ein deutscher Orgelbauer.

## Leben
Er war der Sohn des Orgelbauers Johann Paul Trampeli (1708–1764) in Adorf. Letzterer gab sich selbst ab 1759 durch Hinzufügen des Buchstabens i den eleganteren, italienisch klingenden Namen Trampeli. Trampeli übernahm mit seinem Bruder Christian Wilhelm Trampeli (1748–1803) nach dem Tod ihres Vaters dessen Werkstatt. Trampeli heiratete am 15. Januar 1787 in Roßbach (Böhmisches Vogtland) Sophie Caroline Friederike Martius. Johann Gottlob Trampeli gilt als der bedeutendste der Orgelbaufamilie Trampeli.

## Werke (Auswahl)
Von Trampeli sind bislang folgende Auftragsarbeiten bekannt:

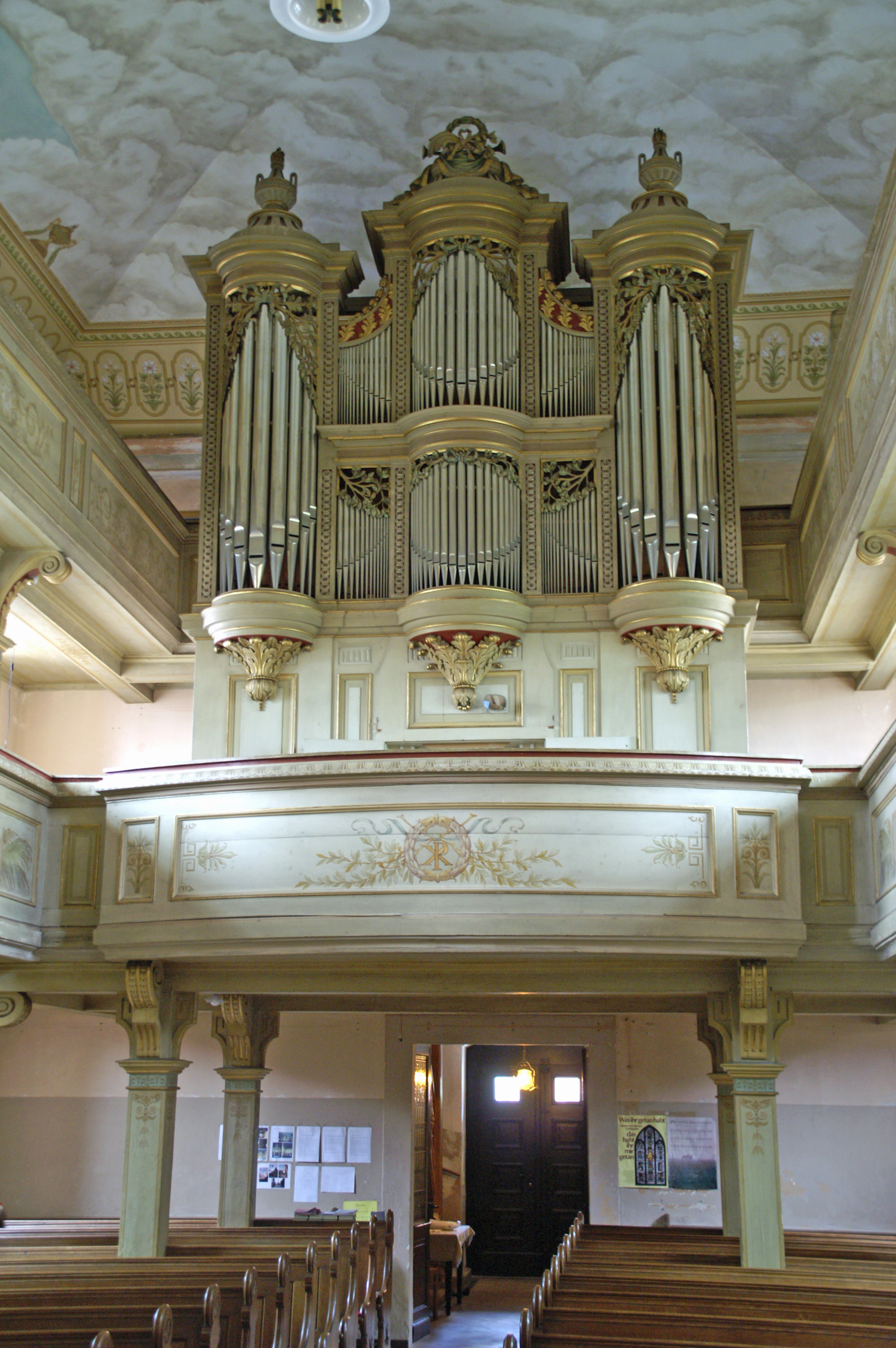
Die Trampeli-Orgel in Zitzschen

- 1775: Dorfkirche in Forstwolfersdorf
- 1777: Pfarrkirche Waldkirchen (Lengenfeld) (Prospekt erhalten, Schuster-Orgel 1907)
- 1782: Trinitatiskirche Reichenbach im Vogtland (Prospekt erhalten, Eule-Orgel 1971)
- 1788: Pfarrkirche Oberlosa (Plauen)
- 1790: Dorfkirche in Zöllschen
- 1791: St.-Kilian-Kirche Bad Lausick, Vergrößerung der Silbermann-Orgel von 1722
- 1791: Grünberg
- 1792: Pfarrkirche Unterwürschnitz (Mühlental)
- 1794: Nikolaikirche Leipzig (vermutlich mit Christian Wilhelm Trampeli), offenbar nicht erhalten
- 1795: Dorfkirche Zitzschen
- 1796–1800: Kleinkorbetha
- 1798–1800: Pfarrkirche Rothenkirchen, gemeinsam mit Christian Wilhelm Trampeli
- 1802–1803: Pfarrkirche Gerichshain
- 1802–1804: Pfarrkirche Straßberg, restauriert von Jehmlich 1971–1973
- 1803: Kirche in Gössitz
- 1803–1806: St.-Barbara-Kirche Markersbach
- 1806–1807: St. Kilian Gröst
- 1807: Magdalenenkirche Oelzschau
- 1808–1810: Pfarrkirche Sornzig
- 1812: Liebfrauenkirche (Neustädtel) (Schneeberg) (Prospekt erhalten, Eule-Orgel 1981)

Weitere Trampeli-Orgeln:

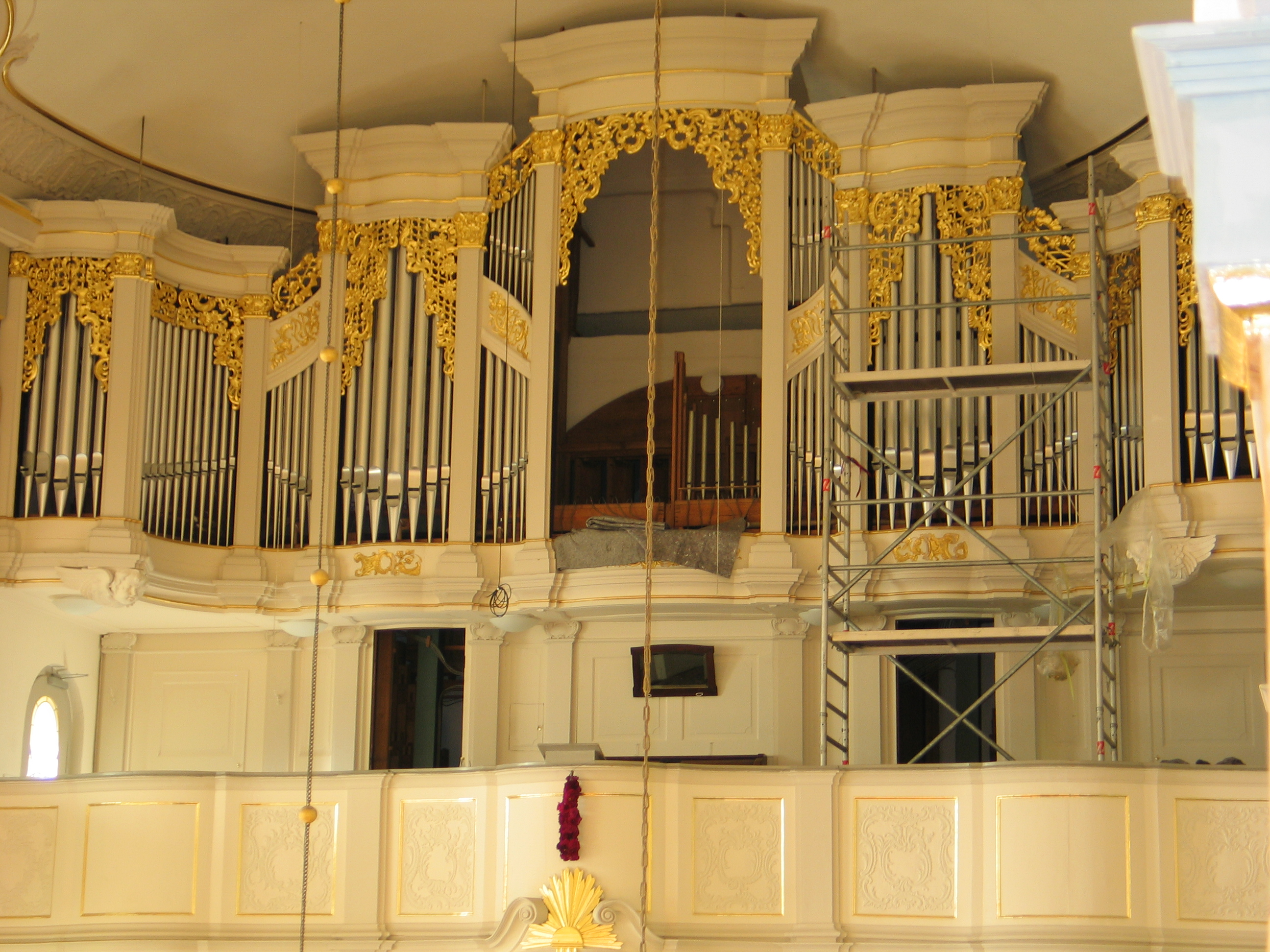
Trampeli-Prospekt der Orgel in Schönheide

- (vermutlich) 18. Jh.: Pfarrkirche Ursprung
- 1795: Martin-Luther-Kirche Schönheide (nur Prospekt in anderer Zusammenstellung als ursprünglich erhalten vor einer Jehmlich-Orgel von 1903)
- 1800/1801: Stadtkirche St. Marien Werdau (Gehäuse und Prospekt erhalten, Jehmlich-Orgel 1984/85)
- 1809: Pfarrkirche zur Ehre Gottes Bernsbach (Prospekt erhalten, Jahn-Orgel 1908)